# Карасуцька культура

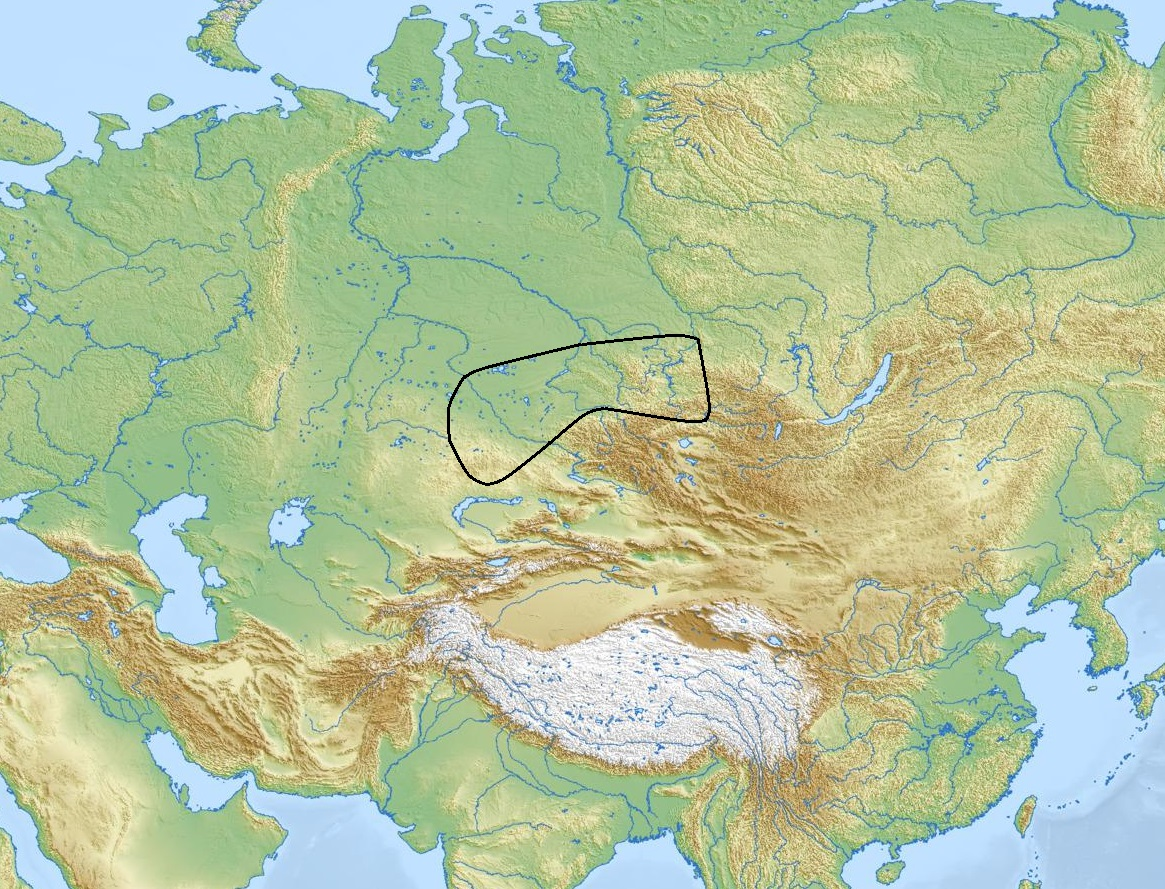
Територія поширення карасуцької культури

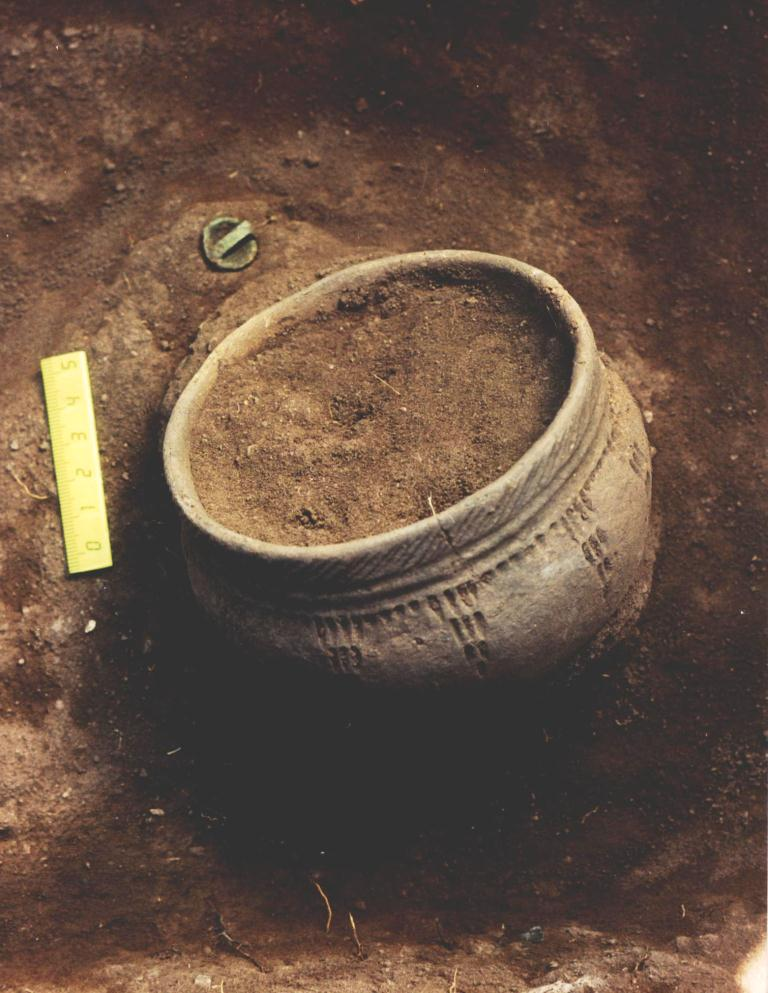
Кераміка карасуцької культури

Карасукська культура — археологічна культура кінця бронзової доби. 
Датується 1500—800 рр. до Р.Х. 

Була поширена від Аральського моря до верхів’їв Єнісею на сході,у горах Південного Сибіру, Казахстані, верхній Обі. Головний центр у Мінусинській долині (Хакасія).

## Огляд
Поширення карасуцької культури охоплює східний ареал андроновської культури, яку вона, ймовірно, замінює. 

Залишки поселень мінімальні і повністю відносяться до могильників. 
 
Відомо щонайменше 2000 поховань. 
 
Карасуцький період тривав до 700 р до Р.Х. 
700 — 200 р.р. до Р.Х. культура розвивалася схожим шляхом.
Важливі торгові контакти простежуються від північного Китаю та Байкальського регіону до Чорного моря та Уралу, що впливає на одноманітність культури. 

На зміну карасуцькій культурі прийшла тагарська культура. 

Господарство було змішаним землеробством і скотарством. 

Його культура, ймовірно, була мобільнішою, ніж андроновська. 

Карасуцька культура була фермерською, що займалися металургією у великих масштабах. 

Присутні артефакти з миш'якової бронзи. 

Їхні поселення складалися з будинків-ям, і вони ховали своїх померлих у кам’яних цистернах, накритих курганами та оточеними квадратними кам’яними огорожами. 

У промисловості вони були вправними майстрами з металу, діагностичними артефактами культури являючи собою бронзовий ніж із вигнутими профілями та прикрашеною ручкою та кінськими вуздечками. 

Кераміку порівнювали з керамікою, виявленою у Внутрішній Монголії та внутрішніх районах Китаю, з могильними бронзовими ножами, подібними до ножів із північно-східного Китаю. 
 
Їхнє реалістичне анімалістичне мистецтво, ймовірно, сприяло розвитку скіфо-сибірського анімалістичного стилю (скіфського мистецтва). 

Витоки карасуцької культури складні, але загальновизнано, що її витоки лежать як в андроновській культурі, так і в місцевих культурах Єнісею. 

Етнічна ідентичність представників карасуцької культури є проблематичною, оскільки андроновська культура була пов’язана з індоіранцями, тоді як місцеві культури вважалися не пов’язаними зі степом. 

Проте, для карасуцької культури була запропонована специфічна протоіранська ідентичність. 

Карасуцькі племена були описані археологами як такі, що мають яскраво виражені європеоїдні риси. 

Джордж ван Дрім припустив зв'язок з єнісейськими і бурушаськими народами, запропонувавши карасуцьку групу мов. 

Keyser rt al. (2009) опублікував генетичне дослідження стародавніх сибірських культур: андроновської, карасуцької, тагарської та таштицької. 
  
Вони обстежили чотирьох осіб карасуцької культури з чотирьох різних місць 1400 — 800 р.р. до Р.Х. 
Двоє з них мали західноєвразійську мтДНК лінії U5a1 і U4 . 
Двоє інших демонстрували гаплогрупу R1a1 Y-хромосоми, яка, як вважають, відзначає міграцію ранніх індоєвропейців на схід. 

Усі опитані особи були визначені як європеоїди і світлоокий. 

Представлена залишками поселень і могильниками (понад 100 могил у кожному).
- Поселення з вогнищами, житлами, керамічним посудом, металевими предметами озброєння й збруї.
- Поховання центрального типу під невисоким насипом в кам'яних трунах складених із чотирикутних, вкопаних на ребро кам'яних плит. Характерні кургани із земляним насипом, кільцевою огорожею з каменів і ґрунтовою ямою, кам'яні округлі викладки із ґрунтовою могильною ямою й похованнями по обряду інгумації.
- Племена Карасуцької культури займалися скотарством, добували мідну руду
- Бронзові предмети озброєння й побутові інструменти, оформлені у звіриному стилі (прикрашалися геометричним орнаментом і скульптурними зображеннями тварин). У кинджалів, ножів, шил навершя виконані у вигляді голів баранів.
- Глиняні посудини орнаментовані фестонами.
- Вовняні тканини, знали землеробство;
- Виконання крапковою вибивкою петрогліфи — поширені в Мінусинській улоговині.

Вони були пов'язані із древнім населенням Північного Китаю, Монголії, Забайкалля, Прибайкалля, Західного Сибіру, Середньої Азії.